# Борголаведзаро
Борголаведза́ро (итал. Borgolavezzaro) — коммуна в Италии, располагается в регионе Пьемонт, в провинции Новара.
Население составляет 1944 человека (2008 г.), плотность населения составляет 92 чел./км². Занимает площадь 21 км². Почтовый индекс — 28071. Телефонный код — 0321.
Покровительницей коммуны почитается святая Иулиания Никомидийская, празднование 16 февраля.

## Демография
Динамика населения:

## Администрация коммуны
- Официальный сайт: http://www.comune.borgolavezzaro.no.it/